# Nämnoní
Nämnoní es un corregimiento del distrito de Besikó en la comarca Ngäbe-Buglé, República de Panamá. La localidad tiene 1.867 habitantes (2010).